# Beornrad von Mercien
Beornrad (Altenglisch Beornrǣd) war 757 nach dem Mord an Æthelbald für kurze Zeit König von Mercia. 
Die Abstammung Beornrads wird nirgends erwähnt. Da sein Name mit dem Buchstaben B alliteriert, ist es jedoch möglich, dass er einer um den Thron rivalisierenden Seitenlinie des königlichen Hauses von Mercia abstammte. Ein Zeichen hierfür ist die Tatsache, dass der Anfangsbuchstabe der Namen mehrerer Könige des 9. Jahrhunderts B ist. Dass eine rivalisierende Seitenlinie mit Verwandten innerhalb der Leibwache des regierenden Monarchen Ansprüche auf den Thron erhebt, weist Parallelen zu gleichzeitigen Ereignissen in Northumbria auf.
Im selben Jahr noch wurde er von Offa besiegt und vertrieben. Über sein weiteres Schicksal ist nichts bekannt.

### Sekundärliteratur
- Frank M. Stenton: Anglo-Saxon England. 3. Aufl., Oxford University Press, Oxford 1971, ISBN 0-1928-0139-2.
- Ian W. Walker: Mercia and the Making of England. Sutton, Stroud 2000, ISBN 0-7509-2131-5
- Barbara Yorke: Kings and Kingdoms of early Anglo-Saxon England. Routledge, London-New York 2002, ISBN 978-0-415-16639-3. PDF (6,2 MB)

| Vorgänger | Amt                   | Nachfolger |
| --------- | --------------------- | ---------- |
| Æthelbald | König von Mercien 757 | Offa       |

| Personendaten    | Personendaten                      |
| ---------------- | ---------------------------------- |
| NAME             | Beornrad von Mercien               |
| KURZBESCHREIBUNG | König von Mercia                   |
| GEBURTSDATUM     | 8. Jahrhundert                     |
| STERBEDATUM      | 8. Jahrhundert oder 9. Jahrhundert |